# サプタ・アンガ
サプタ・アンガとは、古代インドのダルマ・シャーストラなどに書かれた政治思想の1つで、国家を構成する7つの要素と考えられたものを指す。日本語では、王国の七肢（おうこくのしちし）とも訳される。
法典などによって異同はあるが、『マヌ法典』によれば、
1. 君主（スヴァーミン/ラージャー）－王としての義務（ラージャダルマ）を守り、社会を維持する
2. 大臣（アマーティヤ/マントリン）－バラモン・クシャトリアの中から有能かつ自制心がある人物が選ばれ、君主を助けて国政を統括する
3. 都市（プラ）－城壁をもって囲まれ、備えを整えて、国家を守護する
4. 国土（ラーシュトラ）－豊かな都市・森林・地方・牧場・鉱山・灌漑設備・通商路を有する
5. 国庫（コーシャ）－軍隊など国の機関を動かすために依存する
6. 軍隊（ダンダ）－国家を防衛するために要する歩兵・騎兵・戦車・象兵など
7. 友邦（スフリド/ミトラ）－間接的に国家の存続に必要な外交関係

によって構成される。また3・4番目の都市・国土に替わって、『ヤージュニャヴァルキヤ法典』では、人民（ジャナ）・都城（ドゥルガ）、『実利論』（マウリヤ朝の功臣・カウティリヤの著作）では、地方（ジャナパダ）・都城（ドゥルガ）とするが、趣旨としては大きな違いはない。
これらの7つはそれぞれ独立して重要な要素であるが、国家に対する影響については上位にあるものの方が大きいとされる。ただし『実利論』のように、下位のものを失うことで上位のものまで失う危険性を唱え、下位を軽んじることを戒めている。